# Rio Chemung
O rio Chemung é um afluente do rio Susquehanna, com aproximadamente 72 km de comprimento, na região sul-central de Nova Iorque e Pensilvânia setentrional nos Estados Unidos da América. Ele drena uma região montanhosa do planalto Allegheny no Southern Tier de Nova Iorque. O vale do rio foi um importante centro industrial na região, mas entrou em declínio em fins do século XX.